# بيول (سويسرا)
بيول (بالفرنسية: Bulle)‏ هي واحدة من بلديات كانتون فريبورغ في سويسرا.

## أعلام
- دانيال شترايش